# Geldingafjall
Geldingafjall är ett berg i republiken Island. Det ligger i regionen Austurland, 400 km öster om huvudstaden Reykjavík. Toppen på Geldingafjall är 640 meter över havet, eller 84 meter över den omgivande terrängen. Bredden vid basen är 1,4 km.
Trakten runt Geldingafjall är nära nog obefolkad, med mindre än två invånare per kvadratkilometer. Trakten runt Geldingafjall består i huvudsak av gräsmarker.